# Alef (slovo)
Alef (אלף) je prvo slovo hebrejskog pisma i ima brojčanu vrijednosti od 1. 
Po međunarodnoj fonetskoj abecedi alef se izgovara: [ʔ].

## Povijest
Alef je prvo slovo feničke i hebrejske abecede i odgovara arapskom slovu Alif. Grci su preuzeli taj suglasnik u svoje pismo i pretvorili ga u samoglasnik alfa iz kojeg je onda nastalo slovo A latinskog pisma. 
Ime slova je nastalo iz stilizirane slike bika. Tijekom razvoja pisma slovo se okrenulo i oblik se promijenio.

## Primjeri
- אדם Adam „Čovjek“ sličan אדמה adamah: „zemlja“
- אברהם Abraham: „Otac naroda“
- כיתה אלף kita alef: prvi razred
- מאלף עד תו me-alef ad taw: od a do z
- אונן Onan: biblijsko ime
- אופיר Ofir: geografsko ime
- אוריאל Uriel, muško ime: „Moje svjetlo je Bog“

## Šifra znaka
|          | Unikod | Unikod             | HTML     | HTML      | izgled ovisi o pregledniku | poveznice (engl.)                |
| k. točka | naziv  | kod                | entitet  |           | izgled ovisi o pregledniku | poveznice (engl.)                |
| -------- | ------ | ------------------ | -------- | --------- | -------------------------- | -------------------------------- |
| slovo א  | U+05d0 | HEBREW LETTER ALEF | &#x05d0; | &alefsym; | א                          | detaljni podaci test preglednika |

U standardu ISO 8859-8 simbol ima kod 0xe0.